# 18954 Sarahbounds
18954 Sarahbounds este un asteroid din centura principală de asteroizi.

## Descriere
18954 Sarahbounds este un asteroid din centura principală de asteroizi. A fost descoperit pe 25 august 2000 la Socorro, New Mexico, în cadrul proiectului LINEAR. Asteroidul prezintă o orbită caracterizată de o semiaxă mare de 2,24 ua, o excentricitate de 0,15 și o înclinație de 5,1° în raport cu ecliptica.